# Nomba philippinensis
Nomba philippinensis är en tvåvingeart som först beskrevs av Malloch 1931.  Nomba philippinensis ingår i släktet Nomba och familjen fritflugor. Inga underarter finns listade i Catalogue of Life.